# Zdenka Brzorádová
Zdenka Brzorádová, křtěná Zdena Josefa Karolína (17. října 1849 Dobříč u Prahy – 1924) byla česká xylografka, první česká profesionální umělkyně tvořící dřevorytiny, dlouhodobě žijící a působící v Mnichově. Byla členkou rodinného klanu Brzorádů působícího zejména ve středočeském Polabí.

## Život

### Mládí
Narodila se jako jedno z dvojčat v Dobříči do rodiny statkáře a podnikatele Karla Brzoráda (1813–1871) a jeho manželky Emmy, rozené Čapkové. Její sestra dostala jméno Klára. Měla řadu sourozenců, z nichž celkem 10 se dožilo dospělosti. Otec měl mimo dobříčského statku v nájmu také statky Lochkov, který roku 1862 prodal, posléze pak spravoval statek v Klenči pod Řípem, a byl členem veřejného života v nedaleké Roudnici nad Labem. Zdenka získala soukromé vzdělání. Byla v kontaktu s pražským ženským spolkem Americký klub dam (založený mj. Karolinou Světlou, Sofií Podlipskou a Vojtou Náprstkem roku 1865), jehož byla členkou, který se scházel v Náprstkově domě U Halánků. Zde se mj. spřátelila s telegrafistkou Ludmilou Bozděchovou, či MUDr. Annou Bayerovou, se kterými si "slíbili raziti ženám práce nové dráhy."

### V Německu
Současně s úpadkem rodinného podniku roku 1870 odešla se svou sestrou Klárou do Lipska v následně vzniklém Německém císařství. Zde vystudovala, díky podpoře Vojty Náprstka, dřevorytectví u profesora Otty Rotha, studium takového oboru by jí jako ženě nebylo v Rakousku-Uhersku úředně povoleno.(zdroj?) Náprstek její pokroky chválil a povzbuzoval ji: "Kéž by jste se stala na poli umění Čechům tím, čím byla Němcová na poli literatury". Po dokončení studia se tak stala první českou xylografkou. Její přítelkyně Bozděchová si pak, i díky osobní intervenci císaře Františka Josefa I., domohla svolení k práci žen na poštovních úřadech, a následně se stala první českou telegrafistkou.
Posléze se přestěhovala do Mnichova, kde se usídlila a působila. Připomínána je zejména její dřevorytina Děvče z lidu podle malby E. K. Lišky díla dle maleb rakouského malíře Franze Defreggera.

### Úmrtí
Zemřela roku 1924.

### Rodina
Její sestry byly průkopnice dětských zahrádek (školek) Emma Cichrová (1840-1911) a láska malíře Tulky Augusta Brzorádová (1851-1940). Příbuznými byli také nymburský lékař a mecenáš Antonín Brzorád, či advokát, politik a poslanec Českého zemského sněmu a Říšské rady JUDr. Eduard Brzorád ml.